# Patinoa paraensis
Patinoa paraensis là một loài thực vật có hoa trong họ Cẩm quỳ. Loài này được (Huber) Cuatrec. mô tả khoa học đầu tiên năm 1971.